# Al-Infitar
Al-Infitar (La Rottura) è l'ottantaduesima Sura del Corano, una sura meccana composta da 19 versetti. Questa sura tratta principalmente del Giorno del Giudizio e degli eventi che lo caratterizzano, invitando gli ascoltatori a riflettere sulla potenza e sulla giustizia divina.

## Contenuto

### L'Introduzione al Giorno del Giudizio
Versetti 1-5: La sura si apre con una descrizione della rottura del cielo nel Giorno del Giudizio e del rilascio dei segreti contenuti in esso.

### La Resurrezione e il Giudizio
Versetti 6-10: Viene descritta la resurrezione dei morti nel Giorno del Giudizio e il loro raduno davanti al loro Signore per essere giudicati.

### La Rivelazione dei Libri dei Debiti
Versetti 11-16: Si parla della rivelazione dei libri dei debiti e della testimonianza contro gli esseri umani riguardo alle loro azioni terrene.

### La Responsabilità Individuale
Versetti 17-19: La sura si conclude con un'affermazione della responsabilità individuale degli esseri umani per le loro azioni e un avvertimento riguardo alla punizione che li attende per la loro incredulità e disobbedienza.

## Analisi
La Sura Al-Infitar è importante perché offre una descrizione dettagliata del Giorno del Giudizio e degli eventi che lo caratterizzano, sottolineando la potenza e la giustizia divina. Essa invita gli ascoltatori a riflettere sulla responsabilità individuale per le proprie azioni e sull'inevitabilità del giudizio divino. Inoltre, la sura ammonisce gli increduli riguardo alla punizione che li attende per la loro incredulità e disobbedienza, invitandoli a riflettere sulle loro azioni e a prepararsi per il giorno della resurrezione. La sura è quindi significativa per la sua testimonianza della giustizia divina e della responsabilità umana di fronte alla vita dopo la morte.